# Cikondang (Cingambul)
Cikondang is een bestuurslaag in het regentschap Majalengka van de provincie West-Java, Indonesië. Cikondang telt 1373 inwoners (volkstelling 2010).